# 李玲蔚 (陸上選手)
李 玲蔚（リ・リンウェイ、拼音：Lǐ Língwèi、1989年1月26日 - ）は、やり投を専門とする中華人民共和国の女性陸上競技選手。山東省浜州市出身。
2013年アジア陸上競技選手権大会で大会新記録を樹立した。

## 主な成績
種目はすべてやり投。
| 年       | 大会                 | 場所                        | 結果         | 記録     |
| 中国代表 | 中国代表             | 中国代表                    | 中国代表     | 中国代表 |
| -------- | -------------------- | --------------------------- | ------------ | -------- |
| 2006     | 世界ジュニア選手権   | 中国 北京                   | 8位          | 54m26    |
| 2008     | アジアジュニア選手権 | インドネシア ジャカルタ     | 1位          | 54m72    |
| 2008     | 世界ジュニア選手権   | ポーランド ブィドゴシュチュ | 2位          | 59m25    |
| 2009     | アジア選手権         | 中国 広州                   | 2位          | 55m13    |
| 2010     | アジア競技大会       | 中国 広州                   | 3位          | 57m51    |
| 2012     | オリンピック         | イギリス ロンドン           | 30位（予選） | 56m50    |
| 2013     | アジア選手権         | インド プネー               | 1位          | 60m65    |
| 2013     | 世界選手権           | ロシア モスクワ             | 8位          | 61m30    |
| 2014     | アジア競技大会       | 韓国 仁川                   | 2位          | 61m43    |
| 2015     | 世界選手権           | 中国 北京                   | 5位          | 64m10    |
| 2016     | オリンピック         | ブラジル リオデジャネイロ   | 15位（予選） | 60m91    |
| 2017     | アジア選手権         | インド ブバネーシュワル     | 1位          | 63m06    |
| 2017     | 世界選手権           | イギリス ロンドン           | 2位          | 66m25    |